# Phong cấp (cờ vua)
|   | a                                                             | b                                                             | c                                                             | d                                                             | e                                                             | f                                                             | g                                                             | h                                                             |   |
| 8 | g7 white pawn · a5 black king · c2 black pawn · g1 white king | g7 white pawn · a5 black king · c2 black pawn · g1 white king | g7 white pawn · a5 black king · c2 black pawn · g1 white king | g7 white pawn · a5 black king · c2 black pawn · g1 white king | g7 white pawn · a5 black king · c2 black pawn · g1 white king | g7 white pawn · a5 black king · c2 black pawn · g1 white king | g7 white pawn · a5 black king · c2 black pawn · g1 white king | g7 white pawn · a5 black king · c2 black pawn · g1 white king | 8 |
| 7 | g7 white pawn · a5 black king · c2 black pawn · g1 white king | g7 white pawn · a5 black king · c2 black pawn · g1 white king | g7 white pawn · a5 black king · c2 black pawn · g1 white king | g7 white pawn · a5 black king · c2 black pawn · g1 white king | g7 white pawn · a5 black king · c2 black pawn · g1 white king | g7 white pawn · a5 black king · c2 black pawn · g1 white king | g7 white pawn · a5 black king · c2 black pawn · g1 white king | g7 white pawn · a5 black king · c2 black pawn · g1 white king | 7 |
| 6 | g7 white pawn · a5 black king · c2 black pawn · g1 white king | g7 white pawn · a5 black king · c2 black pawn · g1 white king | g7 white pawn · a5 black king · c2 black pawn · g1 white king | g7 white pawn · a5 black king · c2 black pawn · g1 white king | g7 white pawn · a5 black king · c2 black pawn · g1 white king | g7 white pawn · a5 black king · c2 black pawn · g1 white king | g7 white pawn · a5 black king · c2 black pawn · g1 white king | g7 white pawn · a5 black king · c2 black pawn · g1 white king | 6 |
| 5 | g7 white pawn · a5 black king · c2 black pawn · g1 white king | g7 white pawn · a5 black king · c2 black pawn · g1 white king | g7 white pawn · a5 black king · c2 black pawn · g1 white king | g7 white pawn · a5 black king · c2 black pawn · g1 white king | g7 white pawn · a5 black king · c2 black pawn · g1 white king | g7 white pawn · a5 black king · c2 black pawn · g1 white king | g7 white pawn · a5 black king · c2 black pawn · g1 white king | g7 white pawn · a5 black king · c2 black pawn · g1 white king | 5 |
| 4 | g7 white pawn · a5 black king · c2 black pawn · g1 white king | g7 white pawn · a5 black king · c2 black pawn · g1 white king | g7 white pawn · a5 black king · c2 black pawn · g1 white king | g7 white pawn · a5 black king · c2 black pawn · g1 white king | g7 white pawn · a5 black king · c2 black pawn · g1 white king | g7 white pawn · a5 black king · c2 black pawn · g1 white king | g7 white pawn · a5 black king · c2 black pawn · g1 white king | g7 white pawn · a5 black king · c2 black pawn · g1 white king | 4 |
| 3 | g7 white pawn · a5 black king · c2 black pawn · g1 white king | g7 white pawn · a5 black king · c2 black pawn · g1 white king | g7 white pawn · a5 black king · c2 black pawn · g1 white king | g7 white pawn · a5 black king · c2 black pawn · g1 white king | g7 white pawn · a5 black king · c2 black pawn · g1 white king | g7 white pawn · a5 black king · c2 black pawn · g1 white king | g7 white pawn · a5 black king · c2 black pawn · g1 white king | g7 white pawn · a5 black king · c2 black pawn · g1 white king | 3 |
| 2 | g7 white pawn · a5 black king · c2 black pawn · g1 white king | g7 white pawn · a5 black king · c2 black pawn · g1 white king | g7 white pawn · a5 black king · c2 black pawn · g1 white king | g7 white pawn · a5 black king · c2 black pawn · g1 white king | g7 white pawn · a5 black king · c2 black pawn · g1 white king | g7 white pawn · a5 black king · c2 black pawn · g1 white king | g7 white pawn · a5 black king · c2 black pawn · g1 white king | g7 white pawn · a5 black king · c2 black pawn · g1 white king | 2 |
| 1 | g7 white pawn · a5 black king · c2 black pawn · g1 white king | g7 white pawn · a5 black king · c2 black pawn · g1 white king | g7 white pawn · a5 black king · c2 black pawn · g1 white king | g7 white pawn · a5 black king · c2 black pawn · g1 white king | g7 white pawn · a5 black king · c2 black pawn · g1 white king | g7 white pawn · a5 black king · c2 black pawn · g1 white king | g7 white pawn · a5 black king · c2 black pawn · g1 white king | g7 white pawn · a5 black king · c2 black pawn · g1 white king | 1 |
|   | a                                                             | b                                                             | c                                                             | d                                                             | e                                                             | f                                                             | g                                                             | h                                                             |   |

Trong cờ vua, phong cấp là việc thay thế cho một quân Tốt bởi một Hậu (Xe, Tượng hoặc Mã) khi quân Tốt đó đã đi đến hàng cuối phía bên kia của bàn cờ. Việc phong cấp được thực hiện ngay ở ô mà quân Tốt tiến đến và có hiệu lực lập tức.
Ví dụ: Tốt Trắng đi đến hàng thứ 8 có thể phong cấp thành Hậu: g7 - g8=H. Khi tốt đến ô 8 phải lập tức phong một con bất kì. 

Tốt Đen đi đến hàng thứ 1 có thể phong cấp thành Hậu: c2 - c1=H+. Quân Tốt đen sau khi phong thành Hậu ở ô c1 có hiệu lực của quân Hậu ngay và chiếu Vua Trắng.
|   | a                                                               | b                                                               | c                                                               | d                                                               | e                                                               | f                                                               | g                                                               | h                                                               |   |
| 8 | g8 white queen · a5 black king · c1 black queen · g1 white king | g8 white queen · a5 black king · c1 black queen · g1 white king | g8 white queen · a5 black king · c1 black queen · g1 white king | g8 white queen · a5 black king · c1 black queen · g1 white king | g8 white queen · a5 black king · c1 black queen · g1 white king | g8 white queen · a5 black king · c1 black queen · g1 white king | g8 white queen · a5 black king · c1 black queen · g1 white king | g8 white queen · a5 black king · c1 black queen · g1 white king | 8 |
| 7 | g8 white queen · a5 black king · c1 black queen · g1 white king | g8 white queen · a5 black king · c1 black queen · g1 white king | g8 white queen · a5 black king · c1 black queen · g1 white king | g8 white queen · a5 black king · c1 black queen · g1 white king | g8 white queen · a5 black king · c1 black queen · g1 white king | g8 white queen · a5 black king · c1 black queen · g1 white king | g8 white queen · a5 black king · c1 black queen · g1 white king | g8 white queen · a5 black king · c1 black queen · g1 white king | 7 |
| 6 | g8 white queen · a5 black king · c1 black queen · g1 white king | g8 white queen · a5 black king · c1 black queen · g1 white king | g8 white queen · a5 black king · c1 black queen · g1 white king | g8 white queen · a5 black king · c1 black queen · g1 white king | g8 white queen · a5 black king · c1 black queen · g1 white king | g8 white queen · a5 black king · c1 black queen · g1 white king | g8 white queen · a5 black king · c1 black queen · g1 white king | g8 white queen · a5 black king · c1 black queen · g1 white king | 6 |
| 5 | g8 white queen · a5 black king · c1 black queen · g1 white king | g8 white queen · a5 black king · c1 black queen · g1 white king | g8 white queen · a5 black king · c1 black queen · g1 white king | g8 white queen · a5 black king · c1 black queen · g1 white king | g8 white queen · a5 black king · c1 black queen · g1 white king | g8 white queen · a5 black king · c1 black queen · g1 white king | g8 white queen · a5 black king · c1 black queen · g1 white king | g8 white queen · a5 black king · c1 black queen · g1 white king | 5 |
| 4 | g8 white queen · a5 black king · c1 black queen · g1 white king | g8 white queen · a5 black king · c1 black queen · g1 white king | g8 white queen · a5 black king · c1 black queen · g1 white king | g8 white queen · a5 black king · c1 black queen · g1 white king | g8 white queen · a5 black king · c1 black queen · g1 white king | g8 white queen · a5 black king · c1 black queen · g1 white king | g8 white queen · a5 black king · c1 black queen · g1 white king | g8 white queen · a5 black king · c1 black queen · g1 white king | 4 |
| 3 | g8 white queen · a5 black king · c1 black queen · g1 white king | g8 white queen · a5 black king · c1 black queen · g1 white king | g8 white queen · a5 black king · c1 black queen · g1 white king | g8 white queen · a5 black king · c1 black queen · g1 white king | g8 white queen · a5 black king · c1 black queen · g1 white king | g8 white queen · a5 black king · c1 black queen · g1 white king | g8 white queen · a5 black king · c1 black queen · g1 white king | g8 white queen · a5 black king · c1 black queen · g1 white king | 3 |
| 2 | g8 white queen · a5 black king · c1 black queen · g1 white king | g8 white queen · a5 black king · c1 black queen · g1 white king | g8 white queen · a5 black king · c1 black queen · g1 white king | g8 white queen · a5 black king · c1 black queen · g1 white king | g8 white queen · a5 black king · c1 black queen · g1 white king | g8 white queen · a5 black king · c1 black queen · g1 white king | g8 white queen · a5 black king · c1 black queen · g1 white king | g8 white queen · a5 black king · c1 black queen · g1 white king | 2 |
| 1 | g8 white queen · a5 black king · c1 black queen · g1 white king | g8 white queen · a5 black king · c1 black queen · g1 white king | g8 white queen · a5 black king · c1 black queen · g1 white king | g8 white queen · a5 black king · c1 black queen · g1 white king | g8 white queen · a5 black king · c1 black queen · g1 white king | g8 white queen · a5 black king · c1 black queen · g1 white king | g8 white queen · a5 black king · c1 black queen · g1 white king | g8 white queen · a5 black king · c1 black queen · g1 white king | 1 |
|   | a                                                               | b                                                               | c                                                               | d                                                               | e                                                               | f                                                               | g                                                               | h                                                               |   |

## Chiến thuật
|   | a                                                                                                 | b                                                                                                 | c                                                                                                 | d                                                                                                 | e                                                                                                 | f                                                                                                 | g                                                                                                 | h                                                                                                 |   |
| 8 | g8 black bishop · h6 white pawn · c5 white king · a4 black pawn · b3 black king · d3 white bishop | g8 black bishop · h6 white pawn · c5 white king · a4 black pawn · b3 black king · d3 white bishop | g8 black bishop · h6 white pawn · c5 white king · a4 black pawn · b3 black king · d3 white bishop | g8 black bishop · h6 white pawn · c5 white king · a4 black pawn · b3 black king · d3 white bishop | g8 black bishop · h6 white pawn · c5 white king · a4 black pawn · b3 black king · d3 white bishop | g8 black bishop · h6 white pawn · c5 white king · a4 black pawn · b3 black king · d3 white bishop | g8 black bishop · h6 white pawn · c5 white king · a4 black pawn · b3 black king · d3 white bishop | g8 black bishop · h6 white pawn · c5 white king · a4 black pawn · b3 black king · d3 white bishop | 8 |
| 7 | g8 black bishop · h6 white pawn · c5 white king · a4 black pawn · b3 black king · d3 white bishop | g8 black bishop · h6 white pawn · c5 white king · a4 black pawn · b3 black king · d3 white bishop | g8 black bishop · h6 white pawn · c5 white king · a4 black pawn · b3 black king · d3 white bishop | g8 black bishop · h6 white pawn · c5 white king · a4 black pawn · b3 black king · d3 white bishop | g8 black bishop · h6 white pawn · c5 white king · a4 black pawn · b3 black king · d3 white bishop | g8 black bishop · h6 white pawn · c5 white king · a4 black pawn · b3 black king · d3 white bishop | g8 black bishop · h6 white pawn · c5 white king · a4 black pawn · b3 black king · d3 white bishop | g8 black bishop · h6 white pawn · c5 white king · a4 black pawn · b3 black king · d3 white bishop | 7 |
| 6 | g8 black bishop · h6 white pawn · c5 white king · a4 black pawn · b3 black king · d3 white bishop | g8 black bishop · h6 white pawn · c5 white king · a4 black pawn · b3 black king · d3 white bishop | g8 black bishop · h6 white pawn · c5 white king · a4 black pawn · b3 black king · d3 white bishop | g8 black bishop · h6 white pawn · c5 white king · a4 black pawn · b3 black king · d3 white bishop | g8 black bishop · h6 white pawn · c5 white king · a4 black pawn · b3 black king · d3 white bishop | g8 black bishop · h6 white pawn · c5 white king · a4 black pawn · b3 black king · d3 white bishop | g8 black bishop · h6 white pawn · c5 white king · a4 black pawn · b3 black king · d3 white bishop | g8 black bishop · h6 white pawn · c5 white king · a4 black pawn · b3 black king · d3 white bishop | 6 |
| 5 | g8 black bishop · h6 white pawn · c5 white king · a4 black pawn · b3 black king · d3 white bishop | g8 black bishop · h6 white pawn · c5 white king · a4 black pawn · b3 black king · d3 white bishop | g8 black bishop · h6 white pawn · c5 white king · a4 black pawn · b3 black king · d3 white bishop | g8 black bishop · h6 white pawn · c5 white king · a4 black pawn · b3 black king · d3 white bishop | g8 black bishop · h6 white pawn · c5 white king · a4 black pawn · b3 black king · d3 white bishop | g8 black bishop · h6 white pawn · c5 white king · a4 black pawn · b3 black king · d3 white bishop | g8 black bishop · h6 white pawn · c5 white king · a4 black pawn · b3 black king · d3 white bishop | g8 black bishop · h6 white pawn · c5 white king · a4 black pawn · b3 black king · d3 white bishop | 5 |
| 4 | g8 black bishop · h6 white pawn · c5 white king · a4 black pawn · b3 black king · d3 white bishop | g8 black bishop · h6 white pawn · c5 white king · a4 black pawn · b3 black king · d3 white bishop | g8 black bishop · h6 white pawn · c5 white king · a4 black pawn · b3 black king · d3 white bishop | g8 black bishop · h6 white pawn · c5 white king · a4 black pawn · b3 black king · d3 white bishop | g8 black bishop · h6 white pawn · c5 white king · a4 black pawn · b3 black king · d3 white bishop | g8 black bishop · h6 white pawn · c5 white king · a4 black pawn · b3 black king · d3 white bishop | g8 black bishop · h6 white pawn · c5 white king · a4 black pawn · b3 black king · d3 white bishop | g8 black bishop · h6 white pawn · c5 white king · a4 black pawn · b3 black king · d3 white bishop | 4 |
| 3 | g8 black bishop · h6 white pawn · c5 white king · a4 black pawn · b3 black king · d3 white bishop | g8 black bishop · h6 white pawn · c5 white king · a4 black pawn · b3 black king · d3 white bishop | g8 black bishop · h6 white pawn · c5 white king · a4 black pawn · b3 black king · d3 white bishop | g8 black bishop · h6 white pawn · c5 white king · a4 black pawn · b3 black king · d3 white bishop | g8 black bishop · h6 white pawn · c5 white king · a4 black pawn · b3 black king · d3 white bishop | g8 black bishop · h6 white pawn · c5 white king · a4 black pawn · b3 black king · d3 white bishop | g8 black bishop · h6 white pawn · c5 white king · a4 black pawn · b3 black king · d3 white bishop | g8 black bishop · h6 white pawn · c5 white king · a4 black pawn · b3 black king · d3 white bishop | 3 |
| 2 | g8 black bishop · h6 white pawn · c5 white king · a4 black pawn · b3 black king · d3 white bishop | g8 black bishop · h6 white pawn · c5 white king · a4 black pawn · b3 black king · d3 white bishop | g8 black bishop · h6 white pawn · c5 white king · a4 black pawn · b3 black king · d3 white bishop | g8 black bishop · h6 white pawn · c5 white king · a4 black pawn · b3 black king · d3 white bishop | g8 black bishop · h6 white pawn · c5 white king · a4 black pawn · b3 black king · d3 white bishop | g8 black bishop · h6 white pawn · c5 white king · a4 black pawn · b3 black king · d3 white bishop | g8 black bishop · h6 white pawn · c5 white king · a4 black pawn · b3 black king · d3 white bishop | g8 black bishop · h6 white pawn · c5 white king · a4 black pawn · b3 black king · d3 white bishop | 2 |
| 1 | g8 black bishop · h6 white pawn · c5 white king · a4 black pawn · b3 black king · d3 white bishop | g8 black bishop · h6 white pawn · c5 white king · a4 black pawn · b3 black king · d3 white bishop | g8 black bishop · h6 white pawn · c5 white king · a4 black pawn · b3 black king · d3 white bishop | g8 black bishop · h6 white pawn · c5 white king · a4 black pawn · b3 black king · d3 white bishop | g8 black bishop · h6 white pawn · c5 white king · a4 black pawn · b3 black king · d3 white bishop | g8 black bishop · h6 white pawn · c5 white king · a4 black pawn · b3 black king · d3 white bishop | g8 black bishop · h6 white pawn · c5 white king · a4 black pawn · b3 black king · d3 white bishop | g8 black bishop · h6 white pawn · c5 white king · a4 black pawn · b3 black king · d3 white bishop | 1 |
|   | a                                                                                                 | b                                                                                                 | c                                                                                                 | d                                                                                                 | e                                                                                                 | f                                                                                                 | g                                                                                                 | h                                                                                                 |   |

Sau khi phong cấp, quân Tốt trở thành một quân có giá trị hơn, đặc biệt là trong trường hợp phong cấp thành Hậu. Đó là nguồn bổ sung lực lượng rất cần thiết trong giai đoạn tàn cuộc của cờ vua, khi số quân trên bàn cờ không còn nhiều. Trên thực tế, phong cấp là mục tiêu chính trong tàn cuộc và khi đấu thủ không cản được nước phong cấp thì thường đầu hàng ngay.
Ở hình bên, Trắng chơi Tc4+ thí Tượng để phong cấp cho Tốt vì sau khi Tượng Đen bắt Tượng Trắng thì không cản được Tốt Trắng xuống phong cấp thành Hậu.
|   | a | b | c | d | e | f | g | h |   |
| 8 | a7 white queen · f7 white pawn · g7 black pawn · h7 black king · e6 black queen · h6 black pawn · b3 black rook · f3 white pawn · g2 white pawn · h2 white pawn · g1 white king | a7 white queen · f7 white pawn · g7 black pawn · h7 black king · e6 black queen · h6 black pawn · b3 black rook · f3 white pawn · g2 white pawn · h2 white pawn · g1 white king | a7 white queen · f7 white pawn · g7 black pawn · h7 black king · e6 black queen · h6 black pawn · b3 black rook · f3 white pawn · g2 white pawn · h2 white pawn · g1 white king | a7 white queen · f7 white pawn · g7 black pawn · h7 black king · e6 black queen · h6 black pawn · b3 black rook · f3 white pawn · g2 white pawn · h2 white pawn · g1 white king | a7 white queen · f7 white pawn · g7 black pawn · h7 black king · e6 black queen · h6 black pawn · b3 black rook · f3 white pawn · g2 white pawn · h2 white pawn · g1 white king | a7 white queen · f7 white pawn · g7 black pawn · h7 black king · e6 black queen · h6 black pawn · b3 black rook · f3 white pawn · g2 white pawn · h2 white pawn · g1 white king | a7 white queen · f7 white pawn · g7 black pawn · h7 black king · e6 black queen · h6 black pawn · b3 black rook · f3 white pawn · g2 white pawn · h2 white pawn · g1 white king | a7 white queen · f7 white pawn · g7 black pawn · h7 black king · e6 black queen · h6 black pawn · b3 black rook · f3 white pawn · g2 white pawn · h2 white pawn · g1 white king | 8 |
| 7 | a7 white queen · f7 white pawn · g7 black pawn · h7 black king · e6 black queen · h6 black pawn · b3 black rook · f3 white pawn · g2 white pawn · h2 white pawn · g1 white king | a7 white queen · f7 white pawn · g7 black pawn · h7 black king · e6 black queen · h6 black pawn · b3 black rook · f3 white pawn · g2 white pawn · h2 white pawn · g1 white king | a7 white queen · f7 white pawn · g7 black pawn · h7 black king · e6 black queen · h6 black pawn · b3 black rook · f3 white pawn · g2 white pawn · h2 white pawn · g1 white king | a7 white queen · f7 white pawn · g7 black pawn · h7 black king · e6 black queen · h6 black pawn · b3 black rook · f3 white pawn · g2 white pawn · h2 white pawn · g1 white king | a7 white queen · f7 white pawn · g7 black pawn · h7 black king · e6 black queen · h6 black pawn · b3 black rook · f3 white pawn · g2 white pawn · h2 white pawn · g1 white king | a7 white queen · f7 white pawn · g7 black pawn · h7 black king · e6 black queen · h6 black pawn · b3 black rook · f3 white pawn · g2 white pawn · h2 white pawn · g1 white king | a7 white queen · f7 white pawn · g7 black pawn · h7 black king · e6 black queen · h6 black pawn · b3 black rook · f3 white pawn · g2 white pawn · h2 white pawn · g1 white king | a7 white queen · f7 white pawn · g7 black pawn · h7 black king · e6 black queen · h6 black pawn · b3 black rook · f3 white pawn · g2 white pawn · h2 white pawn · g1 white king | 7 |
| 6 | a7 white queen · f7 white pawn · g7 black pawn · h7 black king · e6 black queen · h6 black pawn · b3 black rook · f3 white pawn · g2 white pawn · h2 white pawn · g1 white king | a7 white queen · f7 white pawn · g7 black pawn · h7 black king · e6 black queen · h6 black pawn · b3 black rook · f3 white pawn · g2 white pawn · h2 white pawn · g1 white king | a7 white queen · f7 white pawn · g7 black pawn · h7 black king · e6 black queen · h6 black pawn · b3 black rook · f3 white pawn · g2 white pawn · h2 white pawn · g1 white king | a7 white queen · f7 white pawn · g7 black pawn · h7 black king · e6 black queen · h6 black pawn · b3 black rook · f3 white pawn · g2 white pawn · h2 white pawn · g1 white king | a7 white queen · f7 white pawn · g7 black pawn · h7 black king · e6 black queen · h6 black pawn · b3 black rook · f3 white pawn · g2 white pawn · h2 white pawn · g1 white king | a7 white queen · f7 white pawn · g7 black pawn · h7 black king · e6 black queen · h6 black pawn · b3 black rook · f3 white pawn · g2 white pawn · h2 white pawn · g1 white king | a7 white queen · f7 white pawn · g7 black pawn · h7 black king · e6 black queen · h6 black pawn · b3 black rook · f3 white pawn · g2 white pawn · h2 white pawn · g1 white king | a7 white queen · f7 white pawn · g7 black pawn · h7 black king · e6 black queen · h6 black pawn · b3 black rook · f3 white pawn · g2 white pawn · h2 white pawn · g1 white king | 6 |
| 5 | a7 white queen · f7 white pawn · g7 black pawn · h7 black king · e6 black queen · h6 black pawn · b3 black rook · f3 white pawn · g2 white pawn · h2 white pawn · g1 white king | a7 white queen · f7 white pawn · g7 black pawn · h7 black king · e6 black queen · h6 black pawn · b3 black rook · f3 white pawn · g2 white pawn · h2 white pawn · g1 white king | a7 white queen · f7 white pawn · g7 black pawn · h7 black king · e6 black queen · h6 black pawn · b3 black rook · f3 white pawn · g2 white pawn · h2 white pawn · g1 white king | a7 white queen · f7 white pawn · g7 black pawn · h7 black king · e6 black queen · h6 black pawn · b3 black rook · f3 white pawn · g2 white pawn · h2 white pawn · g1 white king | a7 white queen · f7 white pawn · g7 black pawn · h7 black king · e6 black queen · h6 black pawn · b3 black rook · f3 white pawn · g2 white pawn · h2 white pawn · g1 white king | a7 white queen · f7 white pawn · g7 black pawn · h7 black king · e6 black queen · h6 black pawn · b3 black rook · f3 white pawn · g2 white pawn · h2 white pawn · g1 white king | a7 white queen · f7 white pawn · g7 black pawn · h7 black king · e6 black queen · h6 black pawn · b3 black rook · f3 white pawn · g2 white pawn · h2 white pawn · g1 white king | a7 white queen · f7 white pawn · g7 black pawn · h7 black king · e6 black queen · h6 black pawn · b3 black rook · f3 white pawn · g2 white pawn · h2 white pawn · g1 white king | 5 |
| 4 | a7 white queen · f7 white pawn · g7 black pawn · h7 black king · e6 black queen · h6 black pawn · b3 black rook · f3 white pawn · g2 white pawn · h2 white pawn · g1 white king | a7 white queen · f7 white pawn · g7 black pawn · h7 black king · e6 black queen · h6 black pawn · b3 black rook · f3 white pawn · g2 white pawn · h2 white pawn · g1 white king | a7 white queen · f7 white pawn · g7 black pawn · h7 black king · e6 black queen · h6 black pawn · b3 black rook · f3 white pawn · g2 white pawn · h2 white pawn · g1 white king | a7 white queen · f7 white pawn · g7 black pawn · h7 black king · e6 black queen · h6 black pawn · b3 black rook · f3 white pawn · g2 white pawn · h2 white pawn · g1 white king | a7 white queen · f7 white pawn · g7 black pawn · h7 black king · e6 black queen · h6 black pawn · b3 black rook · f3 white pawn · g2 white pawn · h2 white pawn · g1 white king | a7 white queen · f7 white pawn · g7 black pawn · h7 black king · e6 black queen · h6 black pawn · b3 black rook · f3 white pawn · g2 white pawn · h2 white pawn · g1 white king | a7 white queen · f7 white pawn · g7 black pawn · h7 black king · e6 black queen · h6 black pawn · b3 black rook · f3 white pawn · g2 white pawn · h2 white pawn · g1 white king | a7 white queen · f7 white pawn · g7 black pawn · h7 black king · e6 black queen · h6 black pawn · b3 black rook · f3 white pawn · g2 white pawn · h2 white pawn · g1 white king | 4 |
| 3 | a7 white queen · f7 white pawn · g7 black pawn · h7 black king · e6 black queen · h6 black pawn · b3 black rook · f3 white pawn · g2 white pawn · h2 white pawn · g1 white king | a7 white queen · f7 white pawn · g7 black pawn · h7 black king · e6 black queen · h6 black pawn · b3 black rook · f3 white pawn · g2 white pawn · h2 white pawn · g1 white king | a7 white queen · f7 white pawn · g7 black pawn · h7 black king · e6 black queen · h6 black pawn · b3 black rook · f3 white pawn · g2 white pawn · h2 white pawn · g1 white king | a7 white queen · f7 white pawn · g7 black pawn · h7 black king · e6 black queen · h6 black pawn · b3 black rook · f3 white pawn · g2 white pawn · h2 white pawn · g1 white king | a7 white queen · f7 white pawn · g7 black pawn · h7 black king · e6 black queen · h6 black pawn · b3 black rook · f3 white pawn · g2 white pawn · h2 white pawn · g1 white king | a7 white queen · f7 white pawn · g7 black pawn · h7 black king · e6 black queen · h6 black pawn · b3 black rook · f3 white pawn · g2 white pawn · h2 white pawn · g1 white king | a7 white queen · f7 white pawn · g7 black pawn · h7 black king · e6 black queen · h6 black pawn · b3 black rook · f3 white pawn · g2 white pawn · h2 white pawn · g1 white king | a7 white queen · f7 white pawn · g7 black pawn · h7 black king · e6 black queen · h6 black pawn · b3 black rook · f3 white pawn · g2 white pawn · h2 white pawn · g1 white king | 3 |
| 2 | a7 white queen · f7 white pawn · g7 black pawn · h7 black king · e6 black queen · h6 black pawn · b3 black rook · f3 white pawn · g2 white pawn · h2 white pawn · g1 white king | a7 white queen · f7 white pawn · g7 black pawn · h7 black king · e6 black queen · h6 black pawn · b3 black rook · f3 white pawn · g2 white pawn · h2 white pawn · g1 white king | a7 white queen · f7 white pawn · g7 black pawn · h7 black king · e6 black queen · h6 black pawn · b3 black rook · f3 white pawn · g2 white pawn · h2 white pawn · g1 white king | a7 white queen · f7 white pawn · g7 black pawn · h7 black king · e6 black queen · h6 black pawn · b3 black rook · f3 white pawn · g2 white pawn · h2 white pawn · g1 white king | a7 white queen · f7 white pawn · g7 black pawn · h7 black king · e6 black queen · h6 black pawn · b3 black rook · f3 white pawn · g2 white pawn · h2 white pawn · g1 white king | a7 white queen · f7 white pawn · g7 black pawn · h7 black king · e6 black queen · h6 black pawn · b3 black rook · f3 white pawn · g2 white pawn · h2 white pawn · g1 white king | a7 white queen · f7 white pawn · g7 black pawn · h7 black king · e6 black queen · h6 black pawn · b3 black rook · f3 white pawn · g2 white pawn · h2 white pawn · g1 white king | a7 white queen · f7 white pawn · g7 black pawn · h7 black king · e6 black queen · h6 black pawn · b3 black rook · f3 white pawn · g2 white pawn · h2 white pawn · g1 white king | 2 |
| 1 | a7 white queen · f7 white pawn · g7 black pawn · h7 black king · e6 black queen · h6 black pawn · b3 black rook · f3 white pawn · g2 white pawn · h2 white pawn · g1 white king | a7 white queen · f7 white pawn · g7 black pawn · h7 black king · e6 black queen · h6 black pawn · b3 black rook · f3 white pawn · g2 white pawn · h2 white pawn · g1 white king | a7 white queen · f7 white pawn · g7 black pawn · h7 black king · e6 black queen · h6 black pawn · b3 black rook · f3 white pawn · g2 white pawn · h2 white pawn · g1 white king | a7 white queen · f7 white pawn · g7 black pawn · h7 black king · e6 black queen · h6 black pawn · b3 black rook · f3 white pawn · g2 white pawn · h2 white pawn · g1 white king | a7 white queen · f7 white pawn · g7 black pawn · h7 black king · e6 black queen · h6 black pawn · b3 black rook · f3 white pawn · g2 white pawn · h2 white pawn · g1 white king | a7 white queen · f7 white pawn · g7 black pawn · h7 black king · e6 black queen · h6 black pawn · b3 black rook · f3 white pawn · g2 white pawn · h2 white pawn · g1 white king | a7 white queen · f7 white pawn · g7 black pawn · h7 black king · e6 black queen · h6 black pawn · b3 black rook · f3 white pawn · g2 white pawn · h2 white pawn · g1 white king | a7 white queen · f7 white pawn · g7 black pawn · h7 black king · e6 black queen · h6 black pawn · b3 black rook · f3 white pawn · g2 white pawn · h2 white pawn · g1 white king | 1 |
|   | a | b | c | d | e | f | g | h |   |

Thông thường, Tốt được phong cấp thành Hậu. Tuy vậy, ở những tình huống đặc biệt, việc phong cấp thành quân khác (Tượng, Xe hoặc Mã) sẽ phát huy tác dụng tức thời và do đó có ích hơn phong cấp thành Hậu.
Ví dụ ở hình bên, nếu Trắng chơi f8=H thì Đen sẽ chơi He1#. Bằng nước f8=M+, Trắng thực hiện đòn đôi và bắt Hậu Đen.